# Richard of Chilham
Sir Richard of Chilham (auch Richard fitz Regis, Richard Fitzroy oder Richard of Dover) († vor 24. Juni 1246) war ein englischer Adliger und Militär.

## Herkunft
Richard of Chilham war ein unehelicher Sohn des englischen Königs Johann Ohneland und von dessen Geliebten Adela, einer Tochter von Hamelin de Warenne, Earl of Surrey, die auch seine Cousine war. Er wurde vermutlich in den 1190er Jahren geboren. In den mittelalterlichen Quellen kann er oft mit seinem namensgleichen Halbbruder Richard verwechselt werden, vor allem bevor dieser 1225 die Titel Graf von Poitou und 1227 Earl of Cornwall erhielt. Daneben gab es noch einen weiteren Richard of Dover († 1244/45).

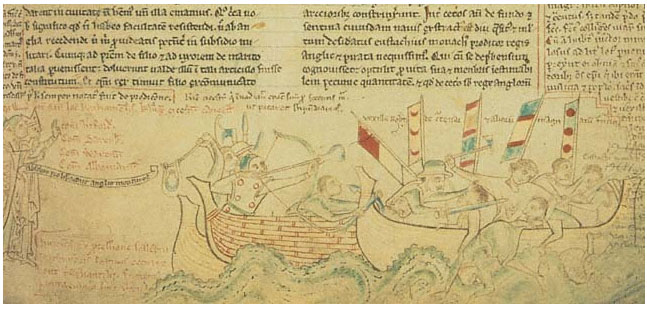
Die Seeschlacht von Sandwich 1217. Buchmalerei des 13. Jahrhunderts

## Rolle im Krieg der Barone
Richard ist der einzige uneheliche Sohn des Königs, der zum Baron aufstieg. Um den 10. Juli 1214 heiratete er Rose of Dover, Tochter und Erbin von Fulbert II of Dover. Dadurch wurde er Lord der Honour of Chilham in Kent. Zu der Honour gehörten Chilham Castle sowie etwa 15 Knight’s fees in Kent und Essex. 1215 wurde Richard zum Ritter geschlagen. Während des Ersten Kriegs der Barone diente er als Hauptmann der königlichen Truppen und als Constable von mehreren königlichen Burgen. Seine wichtigste Aufgabe erhielt er im Juni 1216, als er Constable des strategisch wichtigen Wallingford Castle in Berkshire wurde. Die Burg einschließlich der zugehörigen Honour mit etwa 120 Knight’s fees verwaltete er mindestens bis März 1218, dazu diente er ab 1217 als Sheriff von Berkshire. Am 24. August 1217 zeichnete er sich in der Seeschlacht von Sandwich aus, die den Krieg der Barone militärisch entschied. Richard war Kommandant eines Schiffes, das das französische Flaggschiff angriff und schließlich enterte. Nach der Chronik des Roger von Wendover hat Richard anschließend selbst den Kommandanten der französischen Flotte, den berüchtigten Piraten Eustache le Moine, enthauptet. Nach Ende des Kriegs der Barone wurde ihm im Mai 1218 erneut die Verwaltung von Burg und Honour of Wallingford übertragen, wobei offen ist, ob er dieses Amt zuvor überhaupt abgegeben hatte. Im selben Jahr brach er, vermutlich mit anderen englischen Baronen und Rittern, zum Kreuzzug nach Damiette auf. Er erreichte Ägypten und kehrte nach dem Scheitern des Kreuzzugs vermutlich 1220 nach England zurück.

## Späteres Leben
Während sein Vater Johann ihm offenbar voll vertraut hatte, hatte Richard zu seinem Halbbruder König Heinrich III. kein enges Verhältnis. Ende April 1220 übergab er der Krone wieder Wallingford Castle, blieb jedoch Sheriff von Berkshire. Ob er oder sein Halbbruder Richard 1223 im englischen Heer in Wales diente und 1225 zusammen mit dem schottischen König Alexander II. eine Wallfahrt nach Canterbury unternahm, ist ungeklärt. Gesichert ist, dass er 1225 die Steuer des Fünfzehnten in Kent eintrieb, die das Parlament für einen Feldzug im Poitou bewilligt hatte. 1227 legte er vermutlich sein Amt als Constable von Wallingford nieder, als er erneut als Kreuzfahrer ins Heilige Land aufbrach und nach 1228 zurückkehrte. 1230 nahm er am Feldzug Heinrichs III. in die Bretagne teil. Im Mai und Juni 1242 leitete er noch zusammen mit William Bardolf die Seeoperation gegen die Insel Lundy, wo der Pirat William de Marisco und seine Genossen gefangen genommen und zur Hinrichtung nach London gebracht wurden.
Richard starb 1246, am 24. Juni huldigte seine Witwe Rose dem König für ihre Ländereien. Er hatte mit ihr mindestens zwei Kinder:
- Richard († vor 1265) ⚭ Matilda, Countess of Angus
- Isabel († 1276) ⚭ Sir Maurice de Berkeley

Seine Witwe heiratete vor 1253 den Richter William of Wilton. Richards Erbe wurde zunächst sein Sohn Richard, nach dessen Tod erbte seine Tochter Isabel Chilham, durch deren Heirat mit Maurice de Berkeley die Güter an die Familie Berkeley fielen.